# Monterosi
Monterosi är en ort och kommun i provinsen Viterbo i regionen Lazio i Italien. Kommunen hade 4 637 invånare (2018).